# Opus Spiritus Sancti
L'Opus Spiritus Sancti (letteralmente in italiano opera dello Spirito Santo; sigla O.S.S.) è un'organizzazione cattolica originaria della Germania.

## Storia
Le origini del movimento risalgono al 1949, quando Wilhelm Kempf, vescovo di Limburg (in Assia), affidò al suo vicario, il sacerdote Bernhard Bendel (1908-1980) un gruppo di laici di Mammolshain, presso Königstein im Taunus, desiderosi di dedicarsi all'apostolato in forma comunitaria.
Il sodalizio, che prese il nome di Opus Spiritus Sancti, conobbe un rapido sviluppo: il 21 aprile 1950 tre donne appartenenti all'associazione decisero di abbracciare la vita religiosa, dando origine al primo ramo di quello che sarebbe presto diventato un vasto movimento.

## Organizzazione
L'Opus Spiritus Sancti è un movimento che comprende cinque rami autonomi tra loro ma che operano in stretta connessione:
- una società di vita apostolica femminile di diritto diocesano, sorta nel 1950;
- un istituto secolare femminile di diritto diocesano, sorto nel 1951 e riconosciuto nel 1977;
- un'associazione di laici non consacrati, fondata nel 1953;
- un istituto secolare clericale di diritto diocesano, fondato nel 1954, composto da sacerdoti incardinati nelle diocesi in cui operano;
- una società clericale di vita apostolica di diritto diocesano, fondata nel 1974, i cui membri sono incardinati nella società stessa.

Nel 2001 è stato eletto all'episcopato il primo presbitero della società di vita apostolica dell'Opus Spiritus Sancti: Ludovic Minde, eletto vescovo di Kahama.

## Diffusione
Le comunità dell'Opus Spiritus Sancti sono presenti in Germania, Stati Uniti d'America, Africa (Tanzania, Malawi, Kenya, Sudafrica, Uganda), India e Filippine.